# Xã Otrey, Quận Big Stone, Minnesota
Xã Otrey (tiếng Anh: Otrey Township) là một xã thuộc quận Big Stone, tiểu bang Minnesota, Hoa Kỳ. Năm 2010, dân số của xã này là 87 người.